# Ремоделирование хроматина
Ремоделирование хроматина — процесс перемещения нуклеосом по ДНК, приводящий к изменению плотности нуклеосом или к расположению их на определённом расстоянии друг от друга. Ремоделирование осуществляется специальными белковыми комплексами, при этом затрачивается энергия в виде АТФ.
Ремоделирование — ключевой процесс в инициации транскрипции, репликации, связывании транскрипционных факторов, поддержании статуса хроматина (активный/неактивный). Ремоделирование приводит к активации транскрипции генов при образовании открытого хроматина.

## Комплексы ремоделирования
Классы комплексов ремоделирования называются по ключевым белкам, обнаруженным первыми. Так комплекс SWI/SNF был впервые обнаружен у дрожжей, а ISWI у дрозофилы.